# Pararaphidoglossa nigrofulva
Pararaphidoglossa nigrofulva är en stekelart som beskrevs av Giordani Soika 1978. Pararaphidoglossa nigrofulva ingår i släktet Pararaphidoglossa och familjen Eumenidae. Inga underarter finns listade i Catalogue of Life.